# João II de Trebizonda
João II Comneno, o Grande João II Mega Comneno em grego: Ἰωάννης Μέγας Κομνηνός; romaniz.: Iōannēs Megas Komnēnos foi um monarca do Império de Trebizonda que reinou entre 1280 e 1297. Foi antecedido no trono por Jorge I, e sucedido por Aleixo II.